# Sarniak (Czarne)
Sarniak – część miasta Czarne w Polsce, położona w województwie pomorskim, w powiecie człuchowskim, w gminie Czarne.
W latach 1975–1998 Czarne administracyjnie należały do województwa słupskiego.